# Domínio de Tosa

Bandeira do Domínio de Tosa

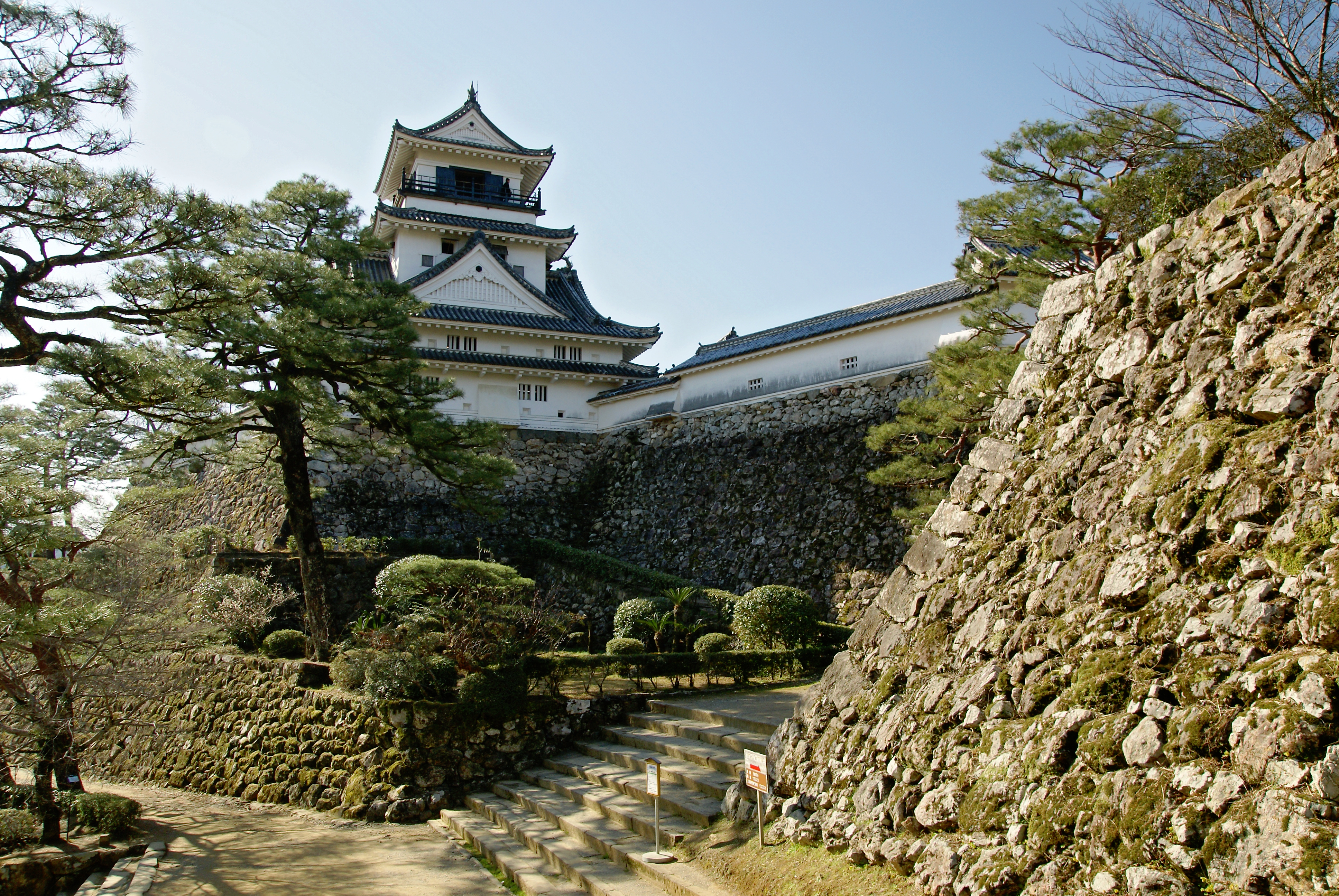
Castelo de Kochi localizado na província de Kochi.

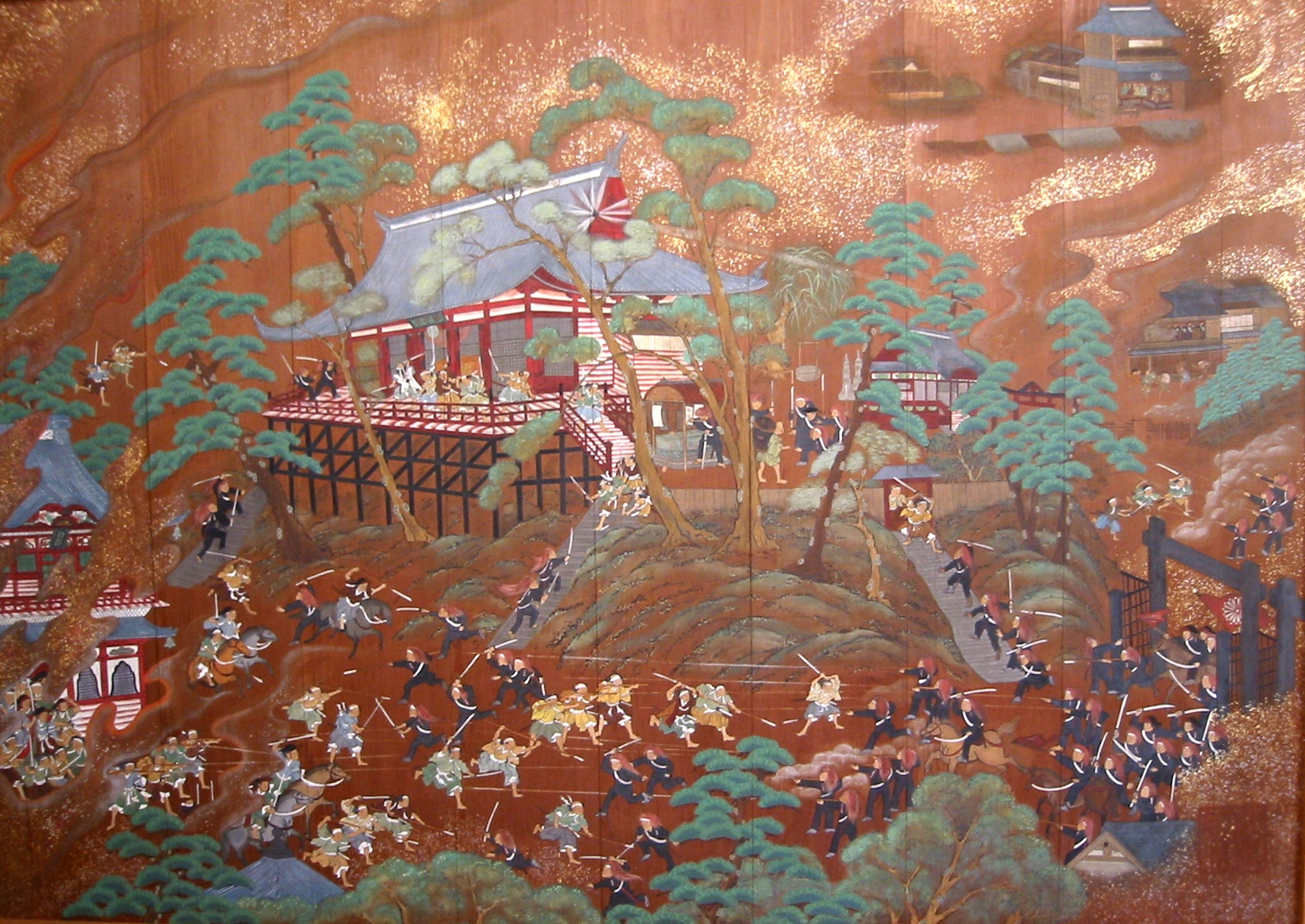
Soldados Tosa Jinshotai (迅冲队) utilizado uma peruca designada de Shaguma na Batalha de Ueno, Guerra Boshin (1867-1868).

Domínio de Tosa ([土佐藩 Tosa han] Erro: {{japonês}}: o texto tem marcação itálica (ajuda)) foi um domínio feudal da província de Tosa do Japão (actual província de Kochi), durante o período Edo. O seu nome oficial é Kōchi han (高知藩). Alguns membros do domínio desempenharam um papel importante nos acontecimentos do final do shogunato Tokugawa, entre eles: Sakamoto Ryoma, Yui Mitsue, Shōjirō Gotō, Taisuke Itagaki, Chōmin Nakae.

## Lista de daimyos
- Clã Yamauchi (Tozama; 202,600 koku)[2]

1. Kazutoyo
2. Tadayoshi
3. Tadatoyo
4. Toyomasa
5. Toyofusa
6. Toyotaka
7. Toyotsune
8. Toyonobu
9. Toyochika
10. Toyokazu
11. Toyo'oki
12. Toyosuke
13. Toyoteru
14. Toyoatsu
15. Toyoshige
16. Toyonori